# Вроцлавська політехніка
Вроцлавський університет науки і техніки (пол. Politechnika Wrocławska, заснована як нім. Technische Hochschule Breslau) — технологічний університет у Вроцлаві, Польща. Корпуси й інфраструктурні будівлі університету розкидані по всьому місту, але основні об'єкти зібрані в центральному місці біля Грюнвальдської площі вздовж річки Одри. Університет має три регіональні відділення в Єленя-Гурі, Легниці та Валбжиху. Huffington Post UK включив Вроцлавський університет науки і технологій до 15 найкрасивіших університетів світу.

## Студенти та співробітники
Нині в університеті навчається майже 26 000 студентів за більш ніж 50 програмами бакалавра, магістра та доктора філософії. Щороку понад 4000 ступенів присуджуються понад 80 000 випускникам з моменту його заснування. Штат університету складається з понад 2000 наукових співробітників і ще 2000 адміністративних працівників.

## Рейтинги
У 2021 році Вроцлавський університет науки і техніки був серед найкращих університетів світу — згідно з The Academic Ranking of World Universities (ARWU), тобто Шанхайського рейтингу. Університет був класифікований у місцях 901—1000, при цьому займаючи 3-тє місце серед польських технічних університетів. До Глобального рейтингу навчальних предметів 2021 серед галузей науки, які проводяться у Вроцлавському університеті науки і техніки, включено три напрямки. Математика була класифікована в місцях 201—300, а енергетика (Енергетика та інженерія) і машинобудування в місцях 301—400.

## Галерея

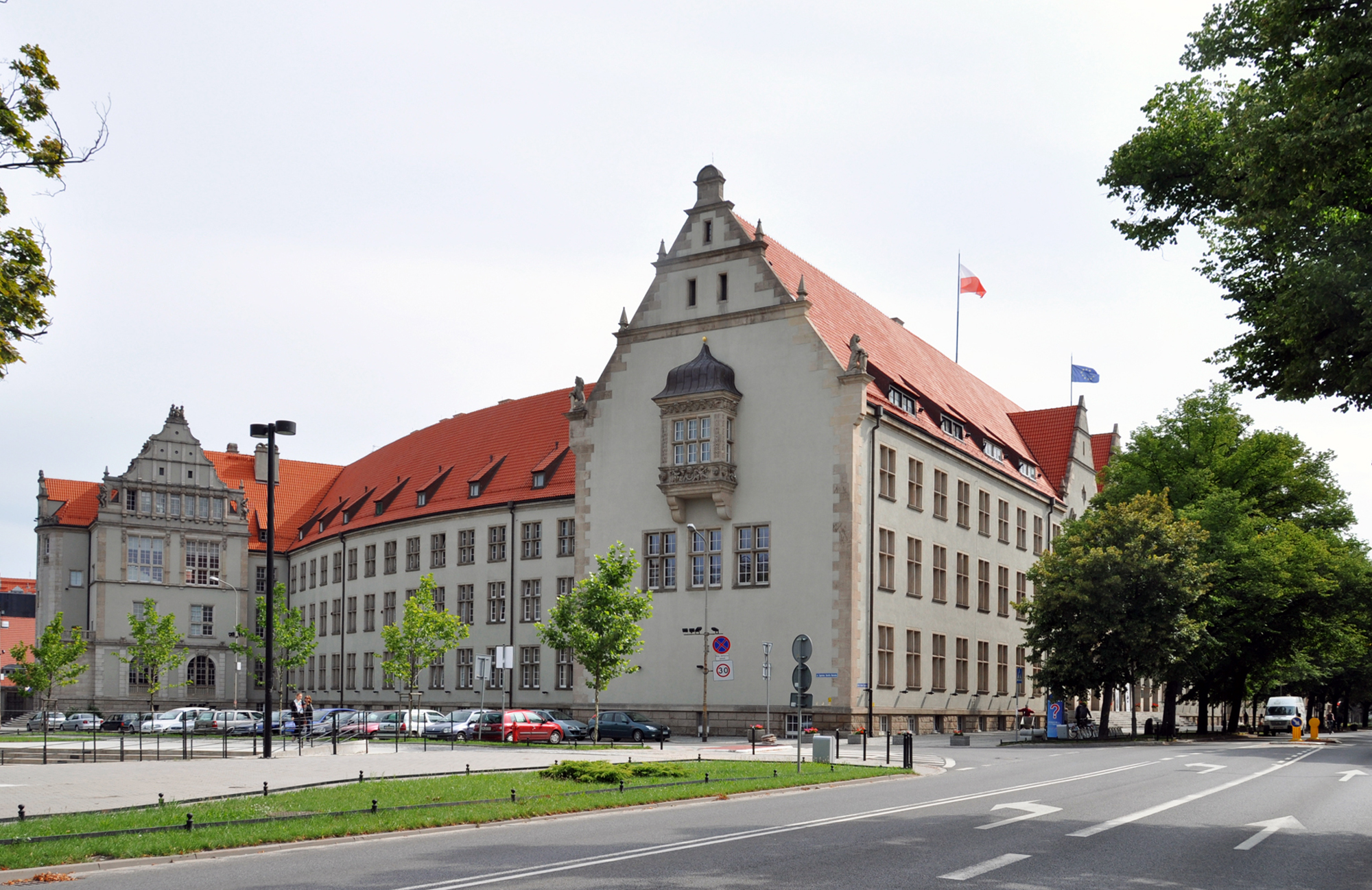
Головна будівля
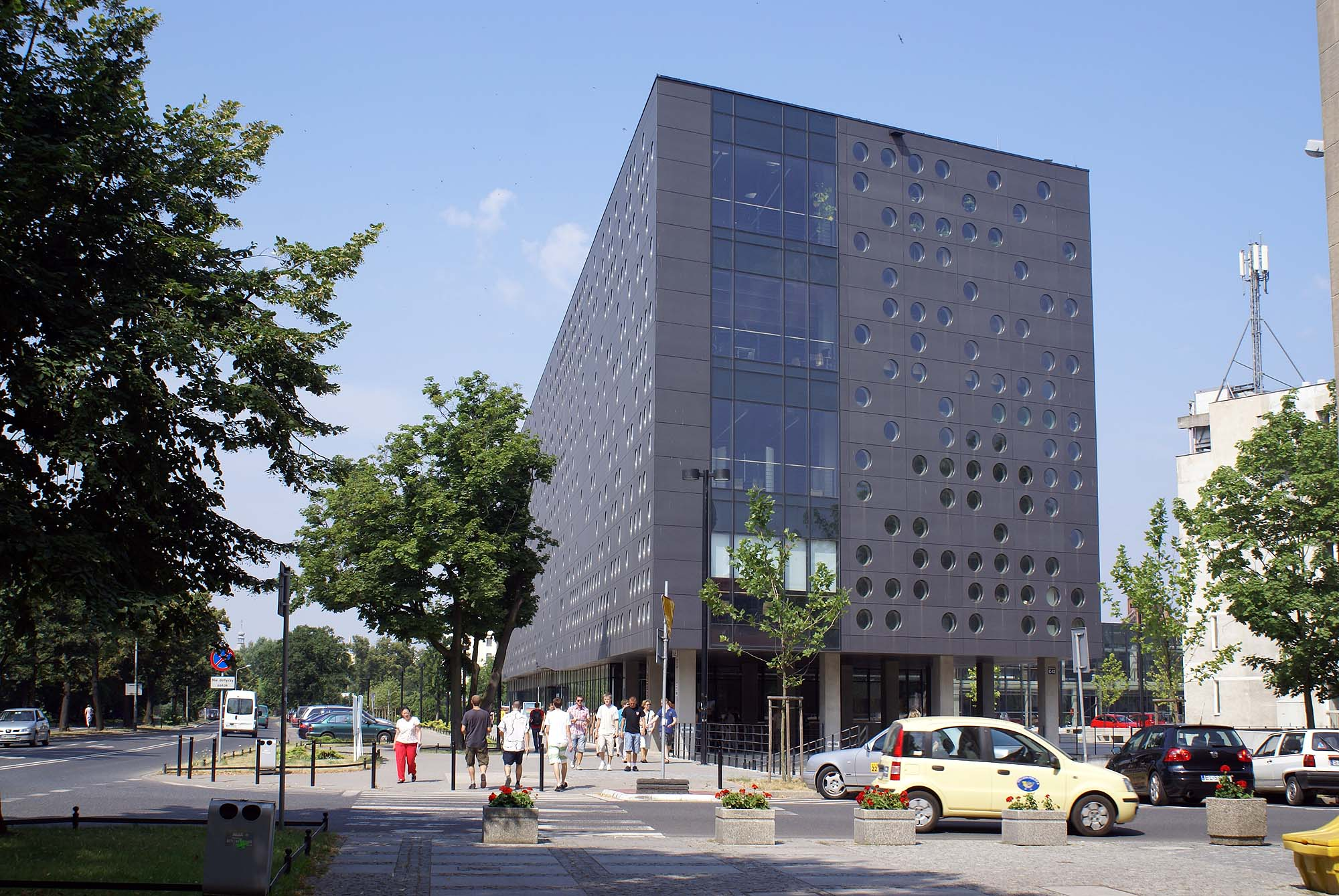
Корпус С13.
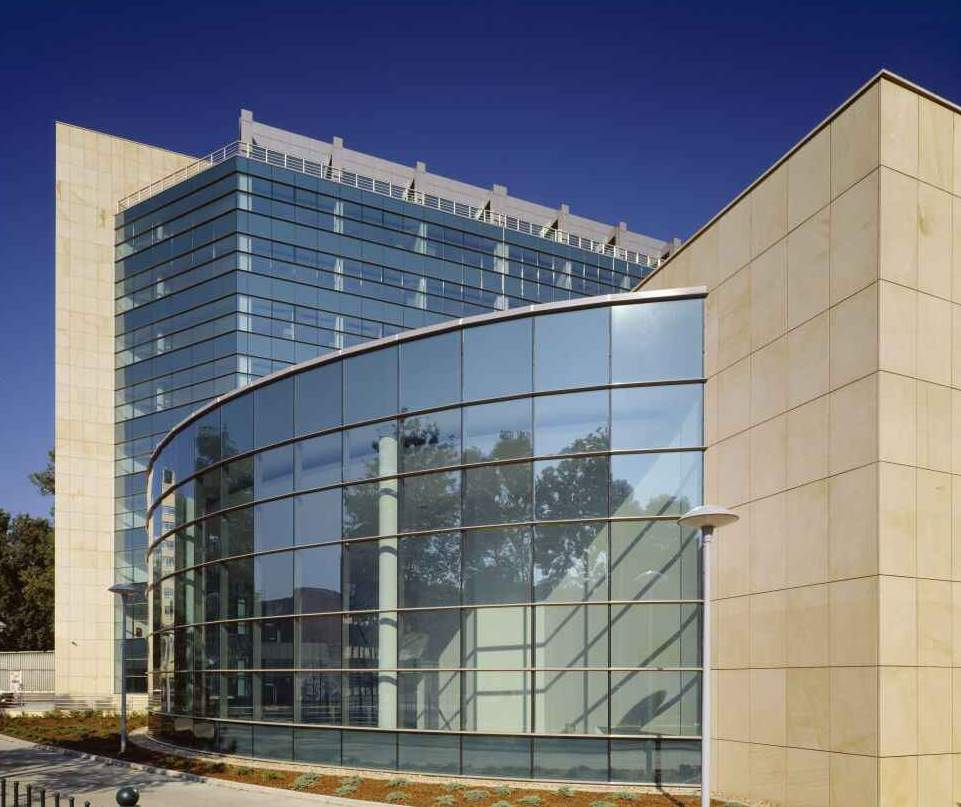
Корпус Д20 — Електротехнічний факультет.
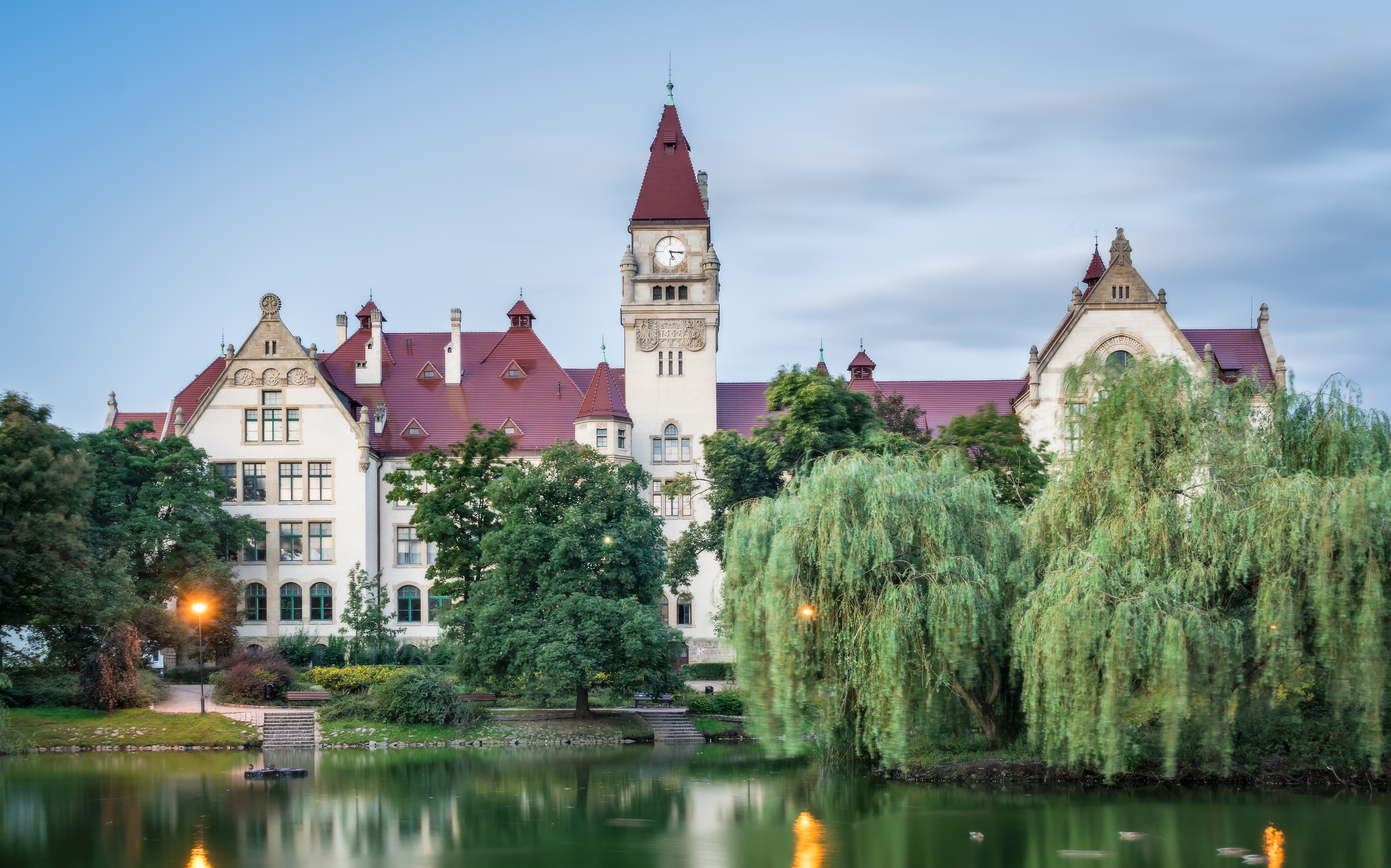
Корпус E1 — Архітектурний факультет.
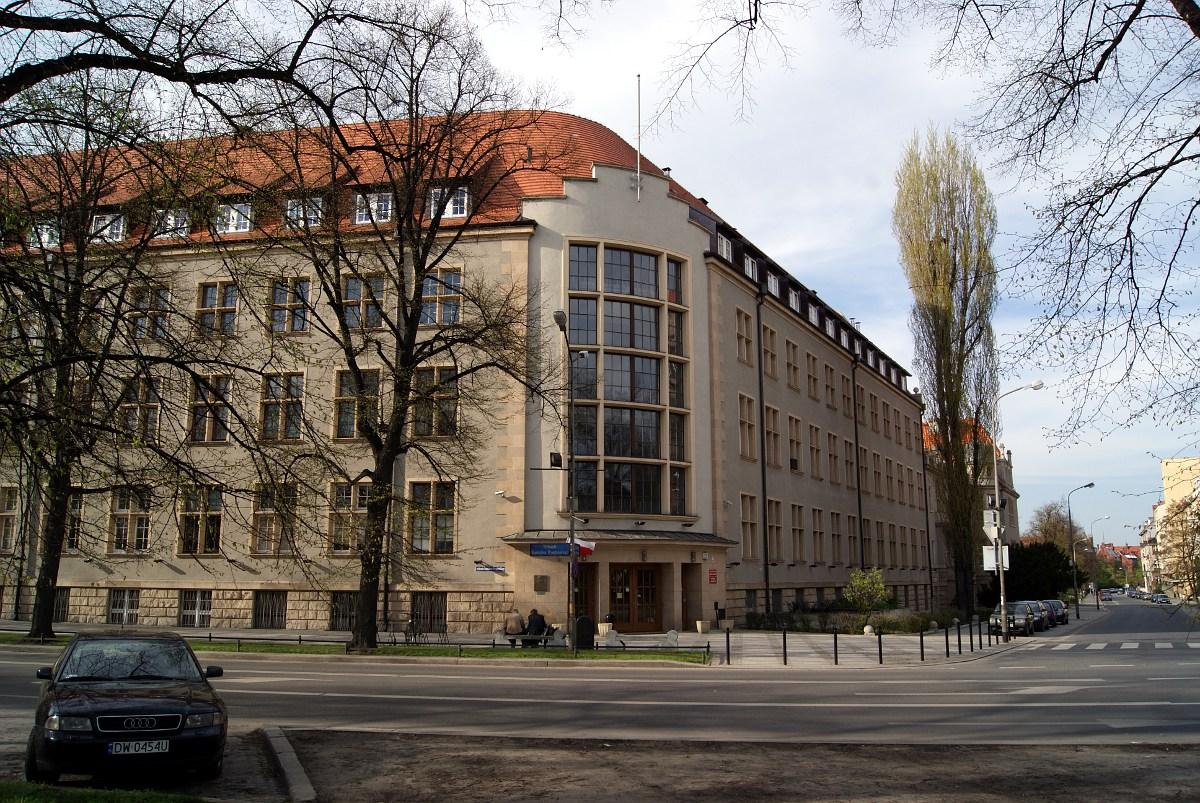
Корпус А2 — Хімічний факультет.
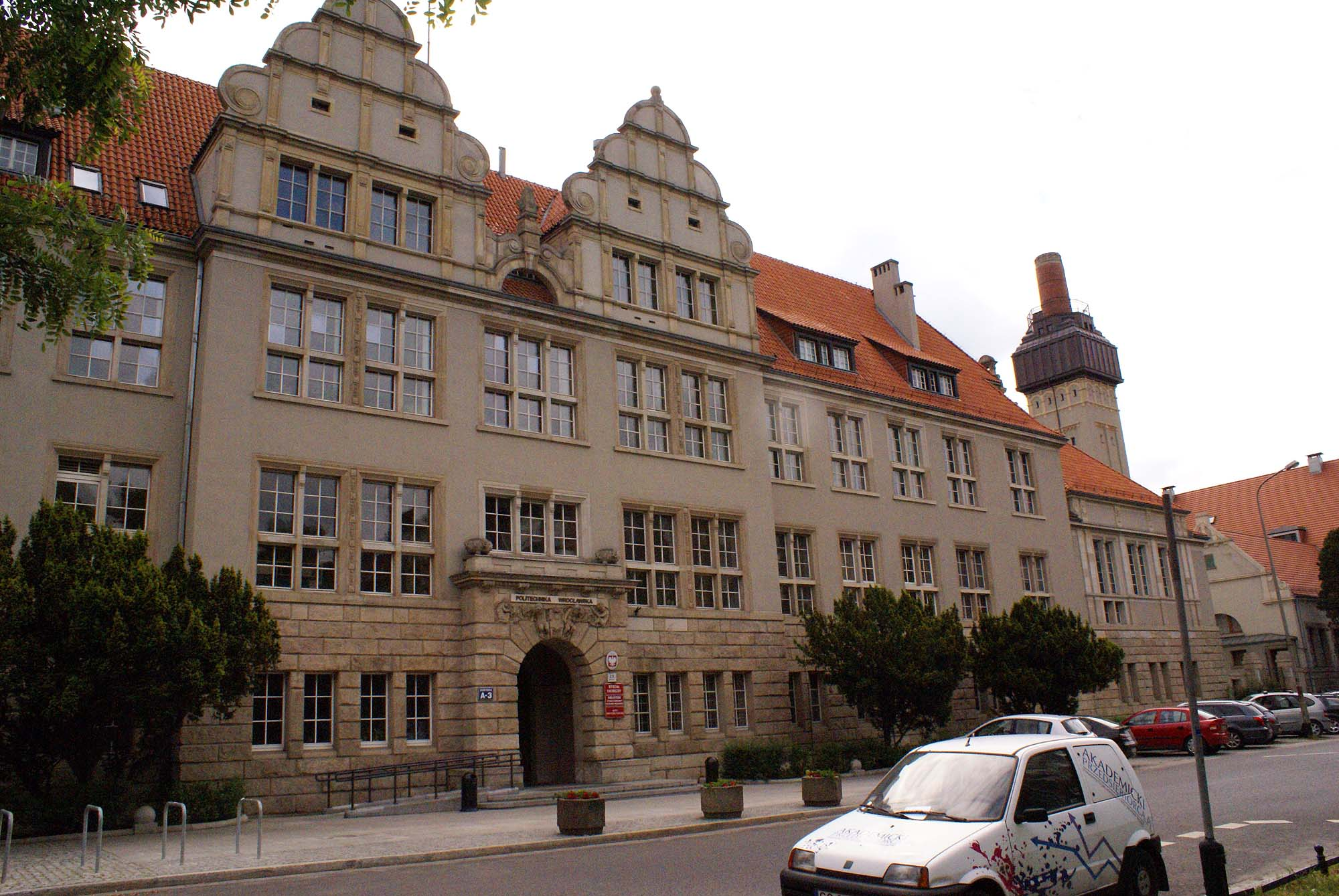
Механічний факультет.

## Історія
Technische Hochschule Breslau була заснована в 1910 році німецькими вченими та інженерами за підтримки імператора Німецької імперії Вільгельма II. Він був відомий своїми досягненнями, інноваціями та винаходами.
У травні 1945 року Фестунг Бреслау був захоплений Червоною армією Радянського Союзу, і Технічний університет Бреслау разом із містом був переданий Польській Народній Республіці.
Університет є одним із засновників Міжнародного університету логістики та транспорту у Вроцлаві разом із містом Вроцлав та французьким університетом Міжнародна школа бізнесу в Меці.

## Організація
Вроцлавським університетом науки і техніки керують ректор і п'ять проректорів: з наукової роботи, освіти, студентських справ, загальних справ і розвитку. Ректори і проректори, а також декани і директори кафедр обираються трудовим колективом на п'ятирічний термін і можуть бути переобрані один раз. Вищим керівним органом університету є Сенат, який складається з 75 членів: ректора, 5 проректорів, 12 деканів, 12 студентів і 45 відповідальних представників персоналу.

## Дослідження
12 195 публікацій у журналах зі списку основних журналів ISI.
11 345 публікацій в журналах, індексованих JCRI.

## Наукові журнали
1. Optica Applicata
2. Матеріалознавство
3. Наука про системи

## Ректори
- Рудольф Шенк (1910—1914)
- Герхард Гессенберг (1914—1916)
- Карл Хейнель (1916—1918)
- Фрідріх Вільгельм Земмлер (1918—1920)
- Людвіг Манн (1920—1924)
- Вернер Шмайдлер (1924—1926)
- Вільгельм Тафель (1926—1928)
- Карл Готвейн (1928—1930)
- Еріх Ветцман (1930—1932)
- Бернгард Нойман[de] (1932—1933)
- Вільгельм Рейн (1933—1937)
- Ервін Фербер (1937—1944)
- Генріх Блекен (1944—1945)
- Станіслав Кульчинський (1945—1951)
- Діонізій Смоленський (1951—1960)
- Зигмунт Шпарковський (1960—1969)
- Тадеуш Порембський (1969—1980)
- Богуслав Кендзя (01.12.1980—31.08.1981)
- Тадеуш Ціпсер (01.09—29.12.1981)
- Єжи Шредер (06.01—31.07.1982)
- Вацлав Каспжак (1982—1984)
- Ян Кміта (1984—1990)
- Анджей Вишневський (1990—1996)
- Анджей Мулак (1996—2002)
- Тадеуш Лютий (2002—2008)
- Тадеуш Вєнковський (2008—2016)
- Цезарі Мадряс (2016—2020)
- Аркадіуш Войс (2020 — дотепер)

## Студентське життя
Студенти мають власне самоврядування, яке контролює більшість їхніх справ. В університеті також працює Офіс кар'єри, який допомагає студентам у процесі переходу від навчання до роботи.

### Студентські організації

#### Активні організації
- ASI — Університетська асоціація комп'ютерних наук
- AZS — Університетська спортивна асоціація
- AIESEC — Міжнародна асоціація студентів економіки та комерції
- ESN — Erasmus Student Network
- IAESTE — Міжнародна асоціація з обміну студентами для отримання технічного досвіду
- IACES — Міжнародна асоціація студентів цивільної інженерії
- NZS — незалежна студентська спілка
- АКМ Апанонар — Академічний мотоклуб

## Європейські мережі співпраці
- Університет Нейсе: у 2001 році у співпраці з Технічним університетом Ліберця в Чехії та Університетом прикладних наук Циттау/Герліц у Німеччині було створено Університет Нейсе. Академічна мережа забезпечує власні навчальні курси з використанням ресурсів інститутів-партнерів. Таким чином, студенти навчаються у трьох країнах і отримують міжкультурні та міждисциплінарні знання та досвід.
- Кращі промислові менеджери Європи: Університет бере участь у студентській мобільності та науковому співробітництві з європейськими технологічними університетами через мережу Топ промислових менеджерів Європи (TIME).

## Відомі викладачі та випускники
- Кшиштоф Барановський — яхтсмен, моряк.
- Костянтин Каратеодорі — грецький математик.
- Клаус Клузіус — фізико-хімік.
- Лешек Чарнецький — бізнесмен, мільярдер і світовий рекордсмен зі стрибків у воду.
- Рафал Дуткевич — колишній президент Вроцлава.
- Арнольд Ойкен — хімік.
- Ервін Фуес — фізик-теоретик.
- Ядвіга Грабовська-Гавриляк — архітектор.
- Войцех Куртика — альпініст.
- Ян Павел Новацький — інженер-електрик.
- Фердинанд Альбін Пакс — ботанік і ентомолог.
- Євген Півоварський — металург.
- Ванда Руткевич — альпіністка.
- Гуго Штайнгауз — математик.
- Владислав Слєбодзінський — математик.
- Чеслав Рилл-Нарджевський — математик.
- Влодзімєж Тшебятовський — фізик, хімік і математик.
- Станіслав Толпа — ботанік.
- Станіслав Трибула — математик.
- Кшиштоф Веліцький — альпініст, п'ятий чоловік, який піднявся на всі чотирнадцять восьмитисячників.
- Майя Влощовська — чемпіонка світу з гірського велосипеда.